# (6272) 1992 EB
1992 إي بي (ويعرف أيضًا باسم (6272) 1992 إي بي وفق تسمية الكوكب الصغير) (بالإنجليزية: 1992 EB)‏ هو كويكب ضمن حزام الكويكبات؛ وترتيبه 6272 من حيث الاكتشاف.
اكتُشف هذا الجُرم الفلكي بواسطة هيروشي كانيدا في 2 مارس 1992.

## وصلات خارجية
- (6272) 1992 EB في قاعدة بيانات مختبر الدفع النفاث لأجرام النظام الشمسي الصغيرة

- الاكتشاف · مخطط المدار ·  العناصر المدارية · المعلمات المادية

- (6272) 1992 EB على موقع ويكي سكاي: DSS2, SDSS, GALEX, IRAS, Hydrogen α, X-Ray, Astrophoto, Sky Map, Articles and images